# Multilingvismus

Trojjazyčná tabule (tamilsky, anglicky a hindsky) na železničním nádraží Tirusulam v jižní Indii

Multilingvismus (též mnohojazyčnost) je stav, kdy jedinec nebo společnost používají ke komunikaci více různých jazyků. Speciálním případem multilingvismu je bilingvismus (dvojjazyčnost). Předpokládá se, že lidé, kteří hovoří více jazyky, převyšují ve světové populaci ty, kteří hovoří pouze jedním jazykem. Taková Evropská unie je velmi mnohojazyčná, jelikož se zde hovoří nejen mnoha mateřskými jazyky, ale více než polovina všech občanů států EU tvrdí, že mluví alespoň jedním jiným jazykem než svým mateřským. Lidé, kteří mluví několika jazyky, se nazývají polygloti.
Polygloti si během dětství zvládni osvojit a udržet alespoň jeden jazyk, tzv. první jazyk (angl. first language – L1). Tento první jazyk, který v češtině bývá častěji označován jako jazyk mateřský, může být definován dvěma způsoby. První je takový, že je to jazyk, který se člověk naučil ve svém životě jako první (od toho anglický název first language). Druhý způsob hovoří o tom, že je to jazyk, ke kterému má člověk nejbližší vztah.
Pokud děti vyrůstají ve dvojjazyčném prostředí, kde se běžně v domácnosti mluví dvěma jazyky, tak se jedná o simultánní bilingvismus. U těchto dětí je ale běžné, že jeden z těchto jazyků ovládají daleko lépe než ten druhý. Ve srovnání s lidmi, kteří ovládají pouze jeden jazyk, jsou bilingvisté nebo polygloti daleko více zběhlí ve studiu jazyků.

## Definice
Definice mnohojazyčnosti je předmětem podobné debaty jako definice jazykové plynulosti. Na jednom konci jakéhosi jazykového kontinua lze definovat mnohojazyčnost jako úplnou kompetenci a dokonalé zvládnutí jiného jazyka než mateřského. Takový člověk by podle všeho měl takové znalosti a kontrolu nad jazykem, tak aby zněl jako rodilý mluvčí. Na opačném konci spektra by byli lidé, kteří znají dostatek frází, aby se jako turisté mohli tímto jazykem domluvit. Vivian Cook již od roku 1992 tvrdí, že většina polyglotů spadá někde mezi tyto dvě definice. Takové lidi Cook nazývá multi-kompetentními.
Mimo to neexistuje jednotná definice toho, co je anebo není jazyk. Například vědci často nesouhlasí s tím, zda je skotština samostatným jazykem nebo dialektem angličtiny. Navíc to, co je považováno za jazyk, se může měnit, nejčastěji pro politické účely. Taková srbochorvatština byla vytvořena jako standardní jazyk na základě východo-hercegovského dialektu, který měl fungovat jako sjednocující prvek jihoslovanských dialektů, a po rozpadu Jugoslávie byla rozdělena na srbštinu, chorvatštinu, bosenštinu a černohorštinu.
V mnoha zemích dochází k dvojjazyčnosti prostřednictvím mezinárodních vztahů, což vzhledem k tomu, že angličtina je globálně vnímána jako lingua franca, někdy vede k většinové dvojjazyčnosti, i když země mají pouze jeden domácí úřední jazyk. K tomu dochází zejména v germánských oblastech, jako je Skandinávie, Benelux, ale rozšiřuje se i do některých negermánských zemí.

## Mýty
Okolo pojmů bilingvismus a multilingvismus se rozrostlo mnoho mýtů a předsudků. Jedná se hlavně o některé západní země, kde je monolingvismus běžnou záležitostí. Nejčastější mýlky ohledně mnohojazyčnosti jsou:
- aby si člověk zasloužil označení bilingvista/polyglot, musí perfektně ovládat oba/všechny své jazyky a mluvit jako rodilý mluvčí;
- že dvojjazyčnost u dětí může být škodlivá pro jejich jazykový a kognitivní vývoj, a následně může vést k horším výsledkům ve škole;
- že vystavení dítěte více než jednomu jazyku může způsobit jazykové nedostatky či vady, nebo pokud u dětí již byla diagnostikována nějaká vada, dva jazyky mohou pro ně znamenat příliš mnoho tlaku a úsilí;
- že děti nemají dostatek času na to, aby se naučili oba jazyky, a proto je lepší, pokud se naučí pouze jazyk, kterým mluví většina společnosti;
- že bilingvisté mají tendenci mít o něco menší slovní zásobu a jsou slabší v "úlohách verbální plynulosti" než monolingvní jedinci.

Všechna tato přesvědčení jsou ale již dlouhou dobu vyvrácena, i když stále přetrvávají u velké části rodičů.

## Osvojování jazyka

### Receptivní bilingvismus
Receptivní bilingvisté jsou takoví, kteří rozumí druhému jazyku, ale sami jím nedokáží mluvit, nebo jejich schopnosti jsou kvůli nějaké psychologické bariéře potlačeny. Receptivní bilingvismus neboli dvojjazyčnost se často objevuje mezi dospělými přistěhovalci do Spojených států amerických, kteří nemluví angličtinou jako rodným jazykem, ale mají děti, jejichž rodný jazyk je právě angličtina. Částečně je to proto, že vzdělávaní těchto dětí je vedeno v angličtině, zatímco jejich rodiče sice rozumí svému rodnému jazyku i angličtině, ale ke svým dětem mluví pouze svým rodným jazykem. Pokud jsou i jejich děti receptivně bilingvní, ale produktivně jen anglicky-monolingvní, tak během konverzace budou rodiče mluvit jejich rodným jazykem a děti budou mluvit anglicky.

### Pořadí osvojování
Jedná se o pořadí, ve kterém si lidé osvojují gramatické jevy, když se učí jazyk. Následující typologii lze adaptovat především na děti:
U sukcesivního bilingvismu vzniká v situacích, kdy si dítě v raném věku od 3–6 let osvojí svůj první jazyk L1, poté v pozdějším věku si osvojí jazyk druhý L2. V České republice s tímto bilingvismem setkáme hlavně u dětí imigrantů jako např. Ukrajinci či Vietnamci, kdy se dítě učí od rodičů jazyk L1, a jakmile začne chodit do české školky nebo školy, tak si osvojí češtinu jako druhý jazyk L2.
U simultánního bilingvismu dochází k tomu, že dítě vyrůstá v domácnosti, kde se běžně mluví dvěma různými jazyky, a tak si je dítě přirozeně osvojí stejně, tak jako děti žijící v monolingvní domácnosti.

## U jednotlivců
Mnohojazyčná osoba je taková, která může aktivně komunikovat ve více než jednom jazyce (mluvením, psaním nebo znakováním). Tito lidé mohou mluvit jakýmkoli jazykem, ve kterém píšou, ale nutně nemusí psát jazykem, kterým mluví. Přesněji řečeno, dvojjazyčné a trojjazyčné osoby jsou osoby v podobných situacích, které zahrnují dva nebo tři jazyky. Osoba, která mluví více než třemi jazyky, tak je obecně označována jako polyglot, což je také termín, který může označovat lidi, kteří mají učení jazyků jako koníček.

### Ekonomické výhody
Oproti lidem se schopností mluvit pouze jedním jazykem mohou mít bilingvisté významné výhody na trhu práce. Je to z toho důvodu, že bilingvisté mohou plnit povinnosti, které monolingvisté plnit nemohou, například komunikovat se zákazníky, kteří mluví pouze menšinovým jazykem. Studie ve Švýcarsku zjistila, že mnohojazyčnost pozitivně souvisí s platem jednotlivce, produktivitou firem a hrubým domácím produktem (HDP). Autoři uvádějí, že se HDP Švýcarska zvyšuje o 10 % právě díky mnohojazyčnosti. Studie ve Spojených státech, kterou vypracoval Agirdag, zjistila, že dvojjazyčnost má značné ekonomické přínosy, neboť u bilingvních osob bylo zjištěno, že mají přibližně o 3 000 dolarů ročně vyšší plat než osoby monolingvní.

### Hyperpolygloti
Zatímco mnoho polyglotů zná až šest jazyků, někteří lidé umí těch jazyků mnohem více. Takoví jsou někdy klasifikováni jako hyperpolygloti. Například o italském knězi jménem Giuseppe Caspar Mezzofanti se tradovalo, že mluvil něco mezi 30 až 72 jazyky.

## V komunitách
Rozšířený multilingvismus (mnohojazyčnost) je jedním z typů jazykového kontaktu. V minulosti byla mnohojazyčnost běžná. V raných dobách, kdy většina lidí byla členy malých jazykových společenství, bylo nutné znát dva nebo více jazyků kvůli obchodu nebo jednáních mimo své město či vesnici. Něco podobného se dodnes drží v místech s jazykovou rozmanitostí, jako je subsaharská Afrika a Indie. Lingvista Ekkehard Wolff odhaduje, že 50 % africké populace hovoří několika jazyky.
V každé mnohojazyčné společnosti ale nemusí být všichni mluvčí schopni hovořit několika jazyky. Některé státy mohou uznávat i několik úředních jazyků, např. Kanada (angličtina a francouzština). V některých státech mohou být různé jazyky spojeny pouze s určitými regiony (Kanada – Québec) nebo s určitými etniky (Malajsie, Singapur). Když všichni mluvčí dokážou mluvit několika jazyky, lingvisté je kategorizují podle funkčního rozdělení příslušných jazyků:
- Diglosie: Společnost, ve které se vyskytuje diglosie, je taková jazyková společnost, ve které se užívají dva jazyky nebo dvě varianty stejného jazyka. Jeden z těchto jazyků (nebo jedna z variant) je více prestižnější a nepoužívá se v běžné mluvě.[20] Typickými diglosickými oblastmi jsou oblasti v Evropě, kde se regionální jazyk používá v neformálních situacích, většinou v mluveném kontextu, kdežto státní jazyk se používá ve formálnějších situacích. Známými příklady jsou Frísko (s frízštinou a němčinou nebo nizozemštinou) a Lužice (se srbštinou a němčinou).
- Ambilingvismus: Oblast se nazývá ambilingvální, pokud není pozorováno takové funkční rozdělení jako je u diglosie. V typické ambilingvální oblasti je téměř nemožné předpovědět, který jazyk bude v daném prostředí použit. Pravá ambilingválnost je vzácná.

## Význam pro jazykovou rozmanitost
Multilingvismus bývá považován za jedno z možných řešení problému zanikání jazyků. Probíhající mizení velkého množství jazyků totiž snižuje kulturní rozmanitost světa, protože jednotlivé jazyky s sebou nesou specifické způsoby vidění, porozumění, třídění a navazování vztahů mezi věcmi. Odhaduje se, že 90 % jazyků světa je ohroženo vyhynutím během následujících 50 let.